# Ludolf Lotaryński

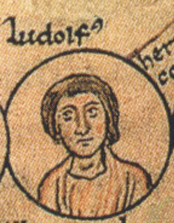
Ludolf

Ludolf (zm. 11 kwietnia 1031 r.) – wójt Brauweiler, pan dziedziczny Waldenburga, a przez małżeństwo także Zütphen, z rodu Ezzonidów. Był cesarskim dowódcą, chorążym i wójtem Kolonii.

## Życiorys
Ludolf był najstarszym synem Ezzona i Matyldy Saksońskiej, bratem królowej Polski Rychezy. Poślubił Matyldę z Zütphen, córkę Ottona z Zütphen, która wniosła mu dobra w Twente i Westfalii, prawa wójta w biskupstwie Münster i klasztorze Borghorst.
Ludolf miał troje dzieci:
- Henryk, zm. po 31 października 1031 r.
- Konrad I Bawarski, zm. 1055 r. na Węgrzech, zapewne 15 grudnia, 1031 wójt opactwa Brauweiler, 1049–1053 książę Bawarii, usunięty, pochowany w kościele St. Maria ad Gradus w Kolonii; ∞1036 Judyta ze Schweinfurtu, córką margrabiego Ottona III. Po śmierci Konrada jego żona poślubiła Botho hrabiego Pottenstein, zm. 1 marca 1104 r.
- Adelajda, 1059 r. wzmiankowana; dziedziczka brata Konrada; ∞ Gottschalk z Zutphen

Ludolf został pochowany w klasztorze Brauweiler.